# Gangāpur, Bhīlwāra
Gangāpur är en ort i Indien.   Den ligger i distriktet Bhīlwāra och delstaten Rajasthan, i den centrala delen av landet, 500 km sydväst om huvudstaden New Delhi. Gangāpur ligger 508 meter över havet och antalet invånare är 17 661.
Terrängen runt Gangāpur är platt. Runt Gangāpur är det ganska tätbefolkat, med 172 invånare per kvadratkilometer. Det finns inga andra samhällen i närheten. Trakten runt Gangāpur består till största delen av jordbruksmark.